# Porte Picois
La porte Picois, ou porte Picoys, est une ancienne porte percée dans la partie nord de l'enceinte médiévale de la ville française de Loches dans le département d'Indre-et-Loire.

## Localisation et odonymie

Les portes de l'enceinte urbaine de Loches (en rouge).

La porte Picois se situe place de l'Hôtel de ville, dans le centre marchand de la ville moderne de Loches ; la rue Picois la traverse.
Elle doit probablement son nom à une famille Picois (nombreuses orthographes attestées) locale du XIIIe siècle.

## Historique
La porte Picois est construite au XVe siècle, comme les autres portes percées dans la courtine protégeant la ville médiévale.
Elle est classée au titre des monuments historiques par la liste de 1862, en même temps que l'hôtel de ville adjacent.

## Architecture
| - La porte vue de l'extérieur de la ville médiévale. - L'horloge de la porte Picois. |

Elle est percée à sa base d'une porte charretière en arc brisé accompagnée d'un passage piétonnier. Une herse et deux ponts-levis protégeaient ces passages du côté extérieur à la ville ; ils permettaient de franchir les douves.
Un escalier à vis permet de desservir trois étages de salles dont le dernier est équipé d'un chemin de ronde pourvu de mâchicoulis. Cet escalier est enfermé dans une tourelle extérieure ménagée à l'angle sud-ouest de la tour, mais partiellement masquée lors de la construction de l'hôtel de ville plaqué sur la porte.
L'horloge qui décore la face sud de la tour provient de l'église de la chartreuse du Liget à Chemillé-sur-Indrois où, au titre de bien national, elle a été récupérée en 1791.

## Pour en savoir plus